# 大丹波

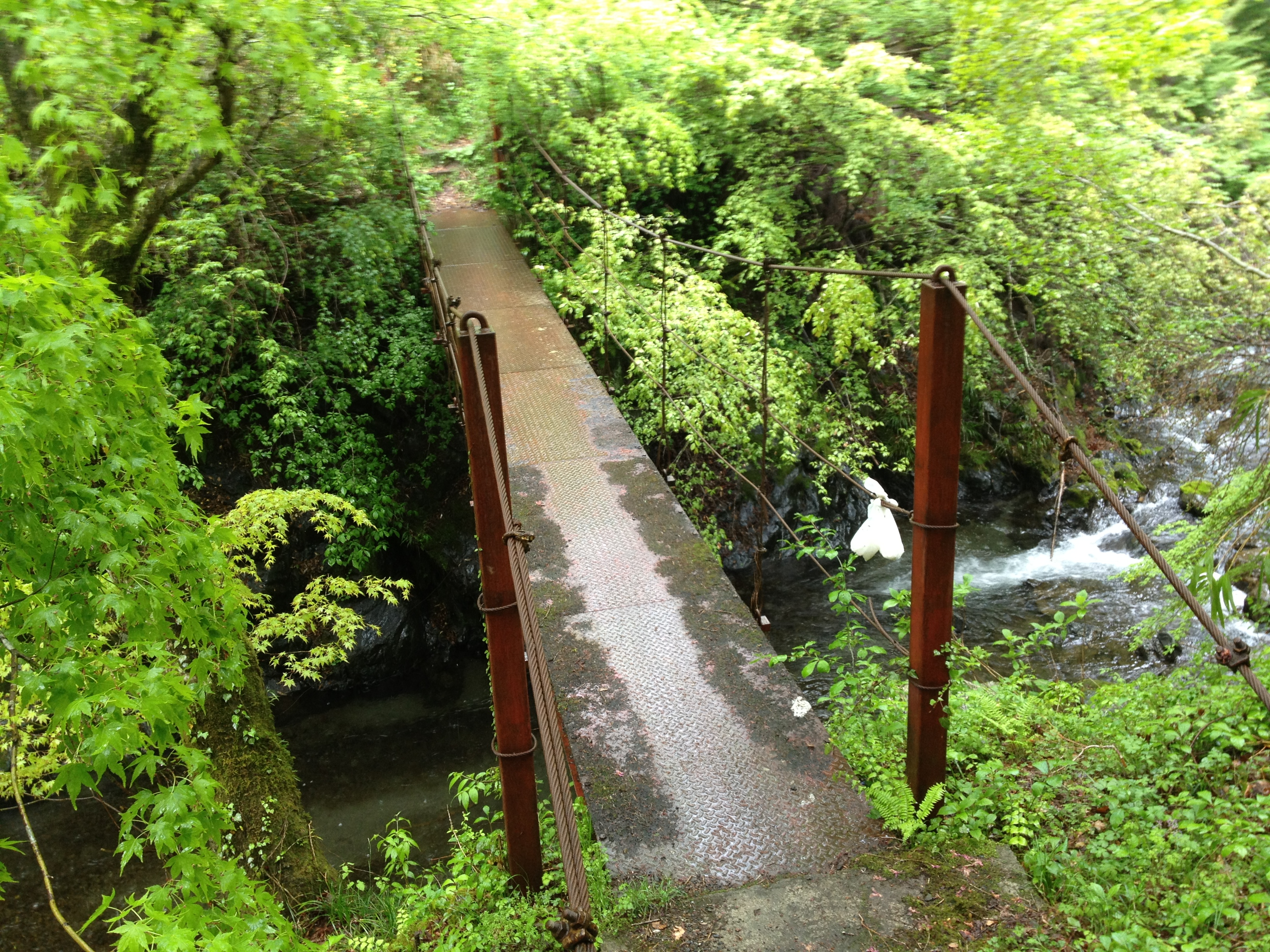
奥多摩町大丹波地区バス停上日向駅近くにかかる橋のひとつ。大丹波川に架かっている比較的古い橋。

大丹波（おおたば・おおたんば）は、東京都西多摩郡奥多摩町に属する地区。かつては、大丹波村（おおたばむら）であった。

## 地理
現在の東京都西多摩郡奥多摩町の東部に位置する。JR青梅線・川井駅の北部。大丹波川が地区を貫いており、川を中心として、その周りに集落が存在する。大丹波川は、JR青梅線・川井駅付近で多摩川と合流している。
大丹波地区は、川苔山（川乗山）への登山ルートの1つにもなっている。

## 歴史

### 奈良時代中期
本格的に奥多摩の地に人々が住み始める。

### 中世
以前から住んでいた人と、朝廷からの国司下向などに伴う小豪族とが融和し、血縁・地縁の関係で、次第にムラを形成した。

### 近世
江戸幕府の直轄地（天領）として幕府代官の支配が行われた。ただし大丹波村は小丹波村と共に一時、田安家領・川越藩領となったことがある。幕末になると大丹波村は再び江戸幕府の直轄地（天領）となる。
- 1662年（寛文2年） - 大丹波に伝わる伝承では、1662年（寛文2年）に獅子舞が初めて伝わり、その後青梅の高水山や埼玉の名栗村に大丹波獅子舞を伝授したとある。
- 1761年（宝暦11年）田安家領期に大幅な年貢増徴が起きる。
- 1762年（宝暦12年）2月 - 「宝暦箱訴事件」（田安家の大幅な年貢増徴に反対した多摩の農民が、江戸の郡奉行及び家老邸に門訴に及んだ事件）が起きる。この時、田安家は年貢減免の門訴を退け、首謀者への厳しい弾圧を行った。この時に牢死した多摩郡大丹波村年番名主七郎左衛門（戒名・鳳山麟瑞居士）、同村年番組頭長兵衛（戒名・桂轂放光居士）、同村百姓政右衛門（戒名・蔚林智道居士）は、大丹波にある輪光院境内に供養されている。
- 1768年（明和5年） - 上成木村（現・青梅市）獅子舞縁起に、大丹波村獅子師匠から、獅子舞を習ったという記述があることから、江戸時代中期には、既に、大丹波獅子舞は、その名を周辺地域に轟かせるほどに有名であったことが分かる。

### 明治
- 1869年（明治2年） - 明治維新当時の「府藩県三治制」によって、韮山県に属す。
- 1872年（明治5年） - 前年度から始まった「廃藩置県」の結果、神奈川県へ編入。村内の子権現社、熊野社、惣岳社、白髭社、もう1つの熊野社、八幡社の6社を合祀して青木神社が建立される。大丹波獅子舞は、そのまま「青木神社獅子舞」として現在まで引き継がれる。
- 1877年（明治10年） - 大丹波学校が大丹波村輪光院に開設される。
- 1889年（明治22年）4月1日 - 市制町村制施行によって大丹波村は東京府西多摩郡古里村に編入し、大丹波村は古里村の大字「大丹波」となる。
- 1901年（明治34年）4月 - 大丹波尋常小学校が古里尋常高等小学校に合併される。しかし、古里尋常高等小学校が3つの分教場（棚沢・大丹波・川井）を置いたため、大丹波尋常小学校は、「古里尋常高等小学校大丹波分教場」となる。

### 昭和
- 1955年（昭和30年）4月1日 - 古里村は氷川町、小河内村と合併し、奥多摩町となり古里村は自治体として消滅。「大丹波」の地名は奥多摩町の大字として引き継がれる。
- 1986年（昭和61年）3月 - 児童数の減少に伴い、古里小学校大丹波分校が廃止され、跡地には、記念碑が残された他、自治会の運動広場となる。分校隣にあった教員住宅も、消防団の詰め所になる。

## 交通
- 電車 - 新宿より中央線→立川より青梅線川井駅→徒歩
- 西東京バス
- 「奥多摩駅」発と「桜木」発の路線がある。終点は「上日向」と「清東橋」。

## 主な施設

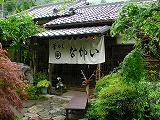
奥多摩町大丹波地区にある飲食店。

- 奥多摩町立古里中学校 - 平成26年度現在生徒数42名の公立中学校。川井駅から大丹波地区への道の途中に学校の入口看板があった。2015年3月に閉校となった。
- 奥多摩町立古里小学校大丹波分校跡 - 児童数の減少に伴い、1986年に大丹波分校は廃校になった。現在は、地域の広場として盆踊りの会場などとして活用されている。
- 輪光院 - 曹洞宗の寺院。都指定有形文化財(歴史資料)であり、宝暦箱訴事件大丹波村牢死者供養碑一基が存在する。
- 青木神社 - 8月最終日曜日、大丹波の獅子舞が行われる。この獅子舞は「ささら獅子舞」と呼ばれ、悪鬼災厄を蹴散らす獅子であり、舞の最後に境内を獅子が走り回る。
- 大丹波川国際ます釣場 - 大丹波川国際虹鱒釣場として、1956年に開設された。バス亭「南平駅」近くにある。開設当時は近くに米軍の基地があり、外国人客が多かったので国際釣場の名称が付けられている。毎年夏になると「夏休み親子釣り体験教室」を開催している。
- 大丹波会館 - 大丹波地区の自治会館。
- 清東園キャンプ場
- 中茶屋キャンプ場
- 百軒茶屋キャンプ場 - 大丹波地区で最も山奥にあるキャンプ場。

## 主な行事

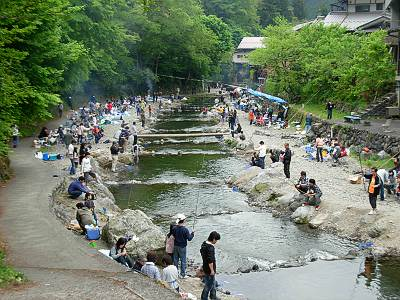
大丹波国際ます釣場で毎年夏に開催される親子釣り体験教室。

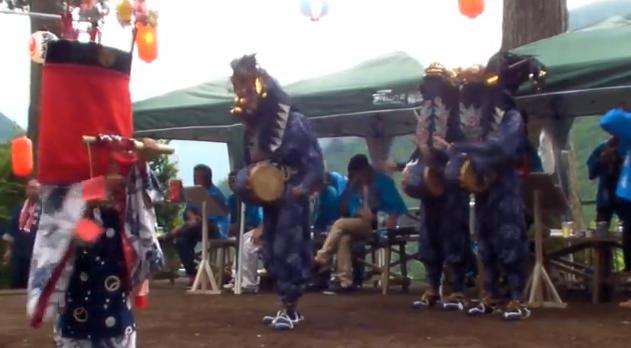
大丹波獅子舞演舞

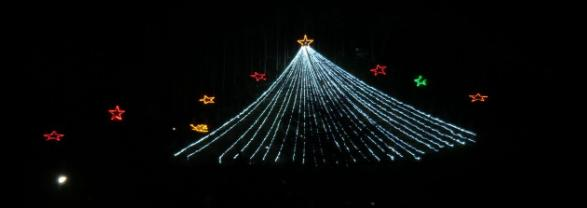
大丹波イルミネーションの巨大ツリーの様子

- 夏休み親子釣り体験教室 - 大丹波自治体が主催。「大丹波川国際ます釣場」で開催される。
- 青木神社獅子舞 - 8月最終日曜日に青木神社にて悪鬼災厄を蹴散らすため、大丹波の住民によって舞われる。
- 大丹波イルミネーション - 12月頭から、クリスマスシーズンまで、輪光院上部山林(大丹波川左岸「北川橋」対岸) の山の中に大きなツリーを映し出す。森林を背景に、縦50m、横80mの巨大なイルミネーションを設置する他、地域の各家庭にイルミネーションを点灯している。
- 大丹波イルミネーションフェスタ - 12月から開催される「大丹波イルミネーション」の日程のなかで１日だけ開催される奥多摩町や（社）奥多摩町観光協会の後援で、自治体が主催する行事。例年、12月中旬から下旬に開催されることが多い。屋台村が設置されたり、児童合唱、ア・カペラグループ演奏、中学校吹奏楽部の演奏などの催し物を行う。2009年度は、1000名の来場者があった。

## 住民
- 大丹波の伝統行事である青木神社獅子舞は、児童期より親しむ機会があり、祭りの際には午前中に「子供獅子」を小学2年生から6年生までの児童が舞うことになっている。また中学生以上になると、大人と同様の獅子舞を舞うことになるが、それぞれ役割があり、家ごとに先祖代々引き継ぐ獅子の役割が決まっている。

## 主な産業など

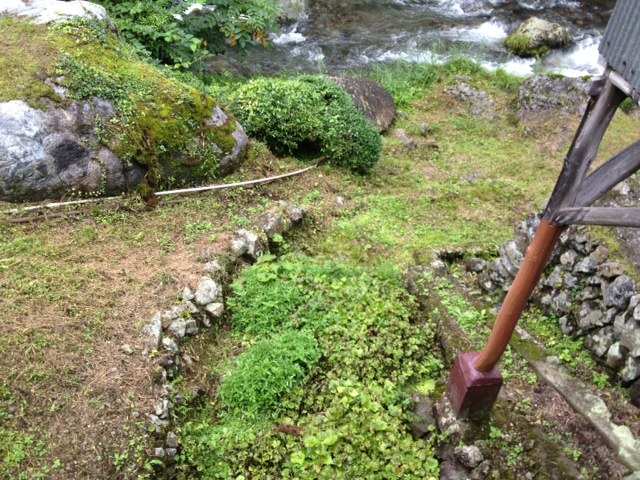
各家庭で小規模に行っているわさび田のひとつ。

- 住民の多くは官庁、会社などに従事している。
- 代表的な観光業としては、水が美しく澄んだ大丹波川を活用して「ます釣場」を経営したり、「わさび田」を経営したりする家庭もある。商品としての栽培ではなく、小規模にわさびを栽培する家庭も多く、家の近くの川でわさびを育てている。